# Émile Bergeon
Pour les articles homonymes, voir Bergeon.
Émile Bergeon est un homme politique français né le 21 juillet 1828 à Argenton-Château (Deux-Sèvres) et décédé le 18 mars 1891 à Sainte-Verge (Deux-Sèvres).
Maire de Sainte-Verge, conseiller général du canton de Thouars, il est sénateur des Deux-Sèvres de 1885 à 1891, siégeant chez les républicains radicaux. Battu en 1891, il meurt quelques semaines plus tard.

## Sources
- « Émile Bergeon », dans Adolphe Robert et Gaston Cougny, Dictionnaire des parlementaires français, Edgar Bourloton, 1889-1891 [détail de l’édition]
- « Émile Bergeon », dans le Dictionnaire des parlementaires français (1889-1940), sous la direction de Jean Jolly, PUF, 1960 [détail de l’édition]